# Лівицький Микола Андрійович
Мико́ла Андрі́йович Ліви́цький (9 [22] січня 1907, Жмеринка — 8 грудня 1989, Філадельфія) — український громадський та політичний діяч, журналіст, Голова уряду УНР в екзилі (1957—1967), Президент УНР в екзилі (1967–1989).

## Біографія
Народився в дворянській родині у м. Жмеринка, нині Вінницька область, Україна, тоді Вінницький повіт, Подільська губернія, Російська імперія. Син Андрія Лівицького.
Навчався в 1-й Українській школі ім. Шевченка в Києві.

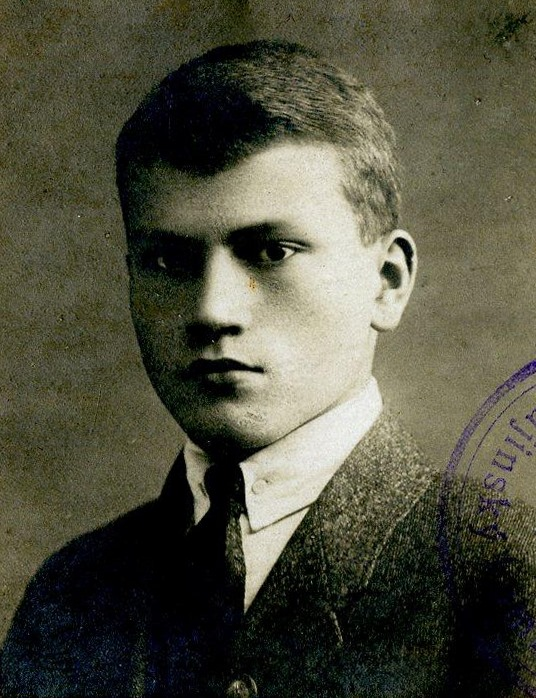
Молодий Микола Лівицький. Знімок з анкети УГК в Чехословаччині.

1920 року разом з батьком— на той час головою Ради народних міністрів Української Народної Республіки— виїхав за кордон. Середню освіту продовжив здобувати на матуральних курсах у Празі при Українській господарській академії. Закінчив Вищу торговельну школу у Варшаві, економіко-соціальний факультет Женевського університету, отримав ступінь магістра комерційних наук.
Був активістом студентського руху, обирався головою (першим) новоствореної студентської корпорації «Запоріжжя» у Варшаві. Брав участь у з'їздах Центрального союзу українського студентства, був одним з видавців часопису «Студентський голос» (1927—1928, Варшава).
У 1930-х роках у Варшаві та Женеві вивчав економіку та журналістику. У 1923—1939 роках був секретарем делегації уряду УНР при Лізі Націй. Спеціальний кореспондент журналу «Тризуб» у Женеві, керівник женевської філії Українського пресового бюро. 1932-го через адвоката Самуеля Підгірського пом'якшив обвинувачення Юрієві Косачу— перед тим йому дав вказівку розробити «План розбудови національного руху на Волині».
У 1938—1939 роках за дорученням уряду УНР в еміграції перебував у Карпатській Україні задля координації дій її уряду й адміністрації з екзильним урядом УНР.
У 1937—1942 роках— на дипломатичній роботі в країнах Європи. У роки Другої світової війни деякий час жив у Варшаві, а у 1942 році переїхав до Києва для налагодження там політичної роботи. Невдовзі потому був ув'язнений гестапо.
Один із засновників і керівників Українського національно-державного союзу (УНДС): заступник голови (з 1946), голова УНДС (з 1951). У 1948—1950 очолював Спілку українських журналістів на чужині, згодом перебрав керівництво Українським Національно-Державним Союзом. Від 1949— член виконавчого органу (уряду) Української Національної Ради, а з 1957 по 1967— голова (прем'єр-міністр) виконавчого органу (уряду УНР) і міністр закордонних справ.
Був редактором газети «Мета» Українського інформаційного бюро в Мюнхені (1954—1957).

Упродовж 1967—1989— Президент УНР в екзилі. На посту президента УНР проявив себе більше як авторитарний діяч, що й спровокувало у 70-х роках конфлікт між партіями, які входили до УНРади. Конфлікт вдалося погасити після прийняття «Тимчасового закону», який дещо демократизував Державний центр УНР в екзилі.
Написав низку праць, у тому числі «Захід— Схід і проблематика поневолених Москвою націй» (1975), «ДЦ УНР в екзилі між 1920 і 1940 роками» (1984).
Похований на українському православному цвинтарі в Саут-Баунд-Бруку, штат Нью-Джерсі.

## Відзнаки
Нагороджений Хрестом Відродження— військовою відзнакою, запровадженою у 1977-му Урядом УНР в екзилі на честь 60-ліття організації збройних сил Української Народної Республіки (наказ № 46 від 14.8.1977, число нагороди— 1).

## Вшанування пам'яті
22 січня 2017 року на державному рівні в Україні відзначався ювілей— 110 років з дня народження Миколи Лівицького (1907—1989), громадського і політичного діяча, Президента Української Народної Республіки в екзилі.
14 лютого 2024 року у місті Жмеринка вулицю Крилова перейменували на вулицю Миколи Лівицького.

## Публіцистика
- Проблеми української зовнішньої політики. Блок поневолених народів. Українська справа і англо-сакський світ. Україна й Німеччина // Неділя. — 1947. — 28 верес. — 26 жовт.